# Кривицкая, Александра Сергеевна
Александра (Леся) Сергеевна Кривицкая (девичья фамилия Елисеева, 1899—1983) — советская украинская актриса и педагог, Народная артистка Украинской ССР (1954).

## Биография
Родилась 4 января (16 января по новому стилю) в городе Чигирин Киевской губернии Российской империи. Отец работал в Одессе в трамвайном депо, а мать с шестью дочками в семье жили в Чигирине.
В Чигирине Александра училась в городском училище и учительской семинарии. Актёрскую деятельность начала 1916 года в труппе Сергея Пронского. В 1918 году продолжила своё образование в Киевском музыкально-драматическом институте им. Николая Лысенко (ныне Киевский национальный университет театра, кино и телевидения имени И. К. Карпенко-Карого) и во время учёбы начала работать в Театре Николая Садовского.
В 1919—1920 годах Кривицкая работала актрисой Государственного народного театра в городе Каменец-Подольский, руководимого Николаем Садовским. Впоследствии вместе с театром она была вынуждена уехать на Галичину, а затем интернирована в лагерь Домбье близ Кракова. С 1921 года работала во Львове в гастролирующими труппами: театра им. Ивана Франко (1921—1922), театра под руководством Николая Орла-Степняка (1922—1923), театра Владимира Демчишина (1924), Украинского приднепровского театра (1925—1927), Нового львовского театра (1927), театра Иосифа Стадника (1927—1929), народного театра имени Ивана Тобилевича под руководством Владимира Блавацкого (1929—1934), театра «Зарево» (1934—1936) и народного театра им. Ивана Котляревского (1938—1939).
В конце 1930-х − начале 1940-х годов Александра Сергеевна преподавала в Высшем музыкальном институте им. Лысенко (ныне Львовская национальная музыкальная академия имени Николая Лысенко). С 1940 — актриса Львовского драматического театра им. Леси Украинки. Во время немецкой оккупации Украинской ССР работала в театрах Львова.
С 1944 по 1973 год являлась актрисой Львовского драматического театра имени Леси Украинки.
В числе её работ: главные роли в драмах Николая Островского, Ивана Франко, Яна Райниса, Николая Старицкого, Антона Чехова, Фридриха Шиллера.
Александра Сергеевна Кривицкая была автором автобиографических работ: «На службе народного театра», Львов, 1954; «Повiсть про мое життя», Київ, 1958.
Награждена орденами Ленина и Трудового Красного Знамени (1960), медалями.
Умерла 7 ноября 1983 года во Львове. Была похоронена на городском Лычаковском кладбище.